# Константин Кайрети
Константин (Костаке) Кайрети (на румънски: Constantin, Costache Cairetti) е арумънски просветен деец, активист на румънската пропаганда сред арумъните и мъгленорумъните.

## Биография
Кайрети е роден в голямото македонско влашко (арумънско) село Авдела, тогава в Османската империя, днес в Гърция. Един от първите учители в Румънския лицей в Битоля, като преподава в учебните 1881 - 1882 и 1882 - 1883 година. Сътрудничи на видния арумънски активист Константин Белимаче. Преподава в семинарията „Централ“. Умира от туберкулоза на 10 февруари 1898 година.